# Альта-Сьєрра (Каліфорнія)
Альта-Сьєрра (англ. Alta Sierra) — переписна місцевість (CDP) в США, в окрузі Невада штату Каліфорнія. Населення — 7204 особи (2020).

## Географія
Альта-Сьєрра розташована за координатами 39°7′34″ пн. ш. 121°2′57″ зх. д. / 39.12611° пн. ш. 121.04917° зх. д. (39.126174, -121.049085).  За даними Бюро перепису населення США в 2010 році переписна місцевість мала площу 21,59 км², з яких 21,54 км² — суходіл та 0,05 км² — водойми.

### Клімат
| Клімат : Альта-Сьєрра | Клімат : Альта-Сьєрра | Клімат : Альта-Сьєрра | Клімат : Альта-Сьєрра | Клімат : Альта-Сьєрра | Клімат : Альта-Сьєрра | Клімат : Альта-Сьєрра | Клімат : Альта-Сьєрра | Клімат : Альта-Сьєрра | Клімат : Альта-Сьєрра | Клімат : Альта-Сьєрра | Клімат : Альта-Сьєрра | Клімат : Альта-Сьєрра | Клімат : Альта-Сьєрра |
| Показник              | Січ.                  | Лют.                  | Бер.                  | Квіт.                 | Трав.                 | Черв.                 | Лип.                  | Серп.                 | Вер.                  | Жовт.                 | Лист.                 | Груд.                 | Рік                   |
| Середній максимум, °C | 11,7                  | 13,3                  | 15,0                  | 18,3                  | 22,8                  | 27,8                  | 31,7                  | 31,7                  | 28,3                  | 22,8                  | 15,6                  | 11,1                  | 20,9                  |
| Середній мінімум, °C  | 1,1                   | 1,7                   | 3,3                   | 5,0                   | 8,3                   | 11,7                  | 14,4                  | 13,9                  | 11,1                  | 7,2                   | 3,3                   | 1,1                   | 6,9                   |
| Норма опадів, мм      | 229                   | 226                   | 216                   | 104                   | 61                    | 18                    | 0                     | 5                     | 23                    | 74                    | 175                   | 262                   | 1393                  |
| --------------------- | --------------------- | --------------------- | --------------------- | --------------------- | --------------------- | --------------------- | --------------------- | --------------------- | --------------------- | --------------------- | --------------------- | --------------------- | --------------------- |
| Джерело:              |                       |                       |                       |                       |                       |                       |                       |                       |                       |                       |                       |                       |                       |

## Демографія
Згідно з переписом 2010 року, у переписній місцевості мешкало 6911 особа в 2830 домогосподарствах у складі 2100 родин. Густота населення становила 320 осіб/км².  Було 3030 помешкань (140/км²).
Расовий склад населення:
| - 93,1 % — білих - 1,1 % — азіатів - 0,8 % — корінних американців - 0,3 % — чорних або афроамериканців - 0,1 % — вихідців з тихоокеанських островів - 1,8 % — осіб інших рас |

До двох чи більше рас належало 2,9 %. Частка іспаномовних становила 7,1 % від усіх жителів.
За віковим діапазоном населення розподілялося таким чином: 19,5 % — особи молодші 18 років, 57,1 % — особи у віці 18—64 років, 23,4 % — особи у віці 65 років та старші. Медіана віку мешканця становила 49,8 року. На 100 осіб жіночої статі у переписній місцевості припадало 97,5 чоловіків;  на 100 жінок у віці від 18 років та старших — 94,7 чоловіків також старших 18 років.
Середній дохід на одне домашнє господарство  становив 78 482 долари США (медіана — 61 167), а середній дохід на одну сім'ю — 87 213 долари (медіана — 73 210). Медіана доходів становила 63 977 доларів для чоловіків та 45 114 долари для жінок. За межею бідності перебувало 2,5 % осіб, у тому числі 5,3 % дітей у віці до 18 років та 0,9 % осіб у віці 65 років та старших.
Цивільне працевлаштоване населення становило 2969 осіб. Основні галузі зайнятості: освіта, охорона здоров'я та соціальна допомога — 22,1 %, роздрібна торгівля — 13,6 %, публічна адміністрація — 11,3 %, виробництво — 10,8 %.